# Губань
Губань (Labrus) — типовий рід риб родини Губаневих (Labridae). Рід містить чотири види:
- Labrus bergylta Ascanius, 1767  — Губань райдужний
- Labrus merula  Linnaeus, 1758  — Губань бурий
- Labrus mixtus Linnaeus, 1758  — Губань-зозуля
- Labrus viridis  Linnaeus, 1758 — Губань зелений